# Keystone B-6
Keystone B-6 là một loại máy bay ném bom hai tầng cánh chế tạo cho Quân đoàn Không quân Lục quân Hoa Kỳ.

## Biến thể
LB-13
Y1B-4
Y1B-6
B-6A

## Quốc gia sử dụng
United States
- Quân đoàn Không quân Lục quân Hoa Kỳ

## Tính năng kỹ chiến thuật (B-6A)
Đặc điểm tổng quát
- Kíp lái: 5
- Chiều dài: 48 ft 10 in (14,9 m)
- Sải cánh: 74 ft 8 in (22,8 m)
- Chiều cao: 15 ft 9 in (4,8 m)
- Diện tích cánh: 1.145 ft² (106,4 m²)
- Trọng lượng rỗng: 8.057 lb (3.665 kg)
- Trọng lượng có tải: 13.350 lb (6.056 kg)
- Trọng lượng cất cánh tối đa: lb (kg)
- Động cơ: 2 × Wright R-1820-1, 575 hp (429 kW)  mỗi chiếc

 Hiệu suất bay 
- Vận tốc cực đại: 120 mph (100 kn, 190 km/h)
- Vận tốc hành trình: 103 mph (89 kn, 166 km/h)
- Tầm bay: 825 mi (717 nmi, 1.330 km)
- Trần bay: 14.100 ft (6.400 m)
- Tải trên cánh: 11,66 lb/ft² (56,92 kg/m²)
- Công suất/trọng lượng: 0,0861 hp/lb (142 W/kg)

Trang bị vũ khí

- Súng: 3 × súng máy Browning.30 in (7,62 mm)
- Bom: 2.500 lb (1.100 kg); 4.000 lb (1.800 kg)